# 財政部國會秘書
財政部國會秘書（英語：Parliamentary Secretary to the Treasury），是英国政府的高級官員，自1830年起皆為下議院首席黨鞭兼任。本職位雖駐財政部，但實際上職責並沒有任何關係，僅給予首席黨鞭政府大臣職權予以列席內閣會議和支取大臣薪津，日常工作為監督黨鞭制度的實施。
現時擔任此職的是國會議員阿倫·坎貝爾，自施紀賢履任首相起上任。

## 沿革
財政部秘書一職早於1660年便已設立，直至1711年亦只有一位。然而，以應付日漸繁重的工作，該年增至兩名財政部秘書，新設的一職是為「初級財政部秘書」，原職則為「高級財政部秘書」。當高級財政部秘書一職告空缺時，前者即獲晉升。隨時間過去，兩職的職務越趨相異，高級財政部秘書開始由下議院首席黨鞭兼任，亦開始有時被稱作「財政部國會秘書」，初級財政部秘書則為財政部金融事務秘書。新的職稱於1830年被正式確立。